# 충암학원
학교법인 충암학원은 대한민국의 사립 교육재단이다. 설립자는 고 이인관 (교육인)선생이며, 지식과 학문에 뛰어난 지성인을 양성하기 전에, 먼저 성실·근면하고 책임감이 강한 민주시민의 자질을 육성하겠다는 것이 설립이념이다. 1965년 설립 당시엔 충암실업고등공민학교였다. 1968년충암종합고등학교로 명칭이 바뀌었고, 1973년 인문계인 충암고등학교로 전환했다. 현재는 충암유치원, 충암초등학교, 충암중학교, 충암고등학교가 한 울타리 안에 있으며, 280여 명의 교직원과 4000여 명의 학생이 충암의 구성원이다.

## 연혁
- 1965년 2월 1일 : 설립자 이인관 (교육인) 선생 충암학원 설립에 착수
- 1965년 11월 10일 : 학교법인 충암학원 설립인가, 초대 이사장 정쟁금 여사 취임
- 1969년 2월 : 제1회 충암중학교 졸업
- 1969년 3월 2일 : 초대 교장 충암 이인관 (교육인) 충암고등학교 교장 취임, 제1학년 240명으로 개교
- 1970년 10월 5일: 설립자 이인관 (교육인) 선생 서거
- 1972년 2월 25일 : 충암고등학교 제1회 졸업식 거행
- 1972년 11월 9일 : 설립자 이인관 (교육인) 선생 동상 제막
- 1974년 9월 12일 : 충암학원 제2대 이사장 이홍식 선생 취임
- 1993년 6월 15일: 충암학원 프로바둑기사 100단 돌파 기념식
- 1999년 6월 1일: 충암학원 프로 바둑기사 200단 돌파 기념식

- 2003년 7월 14일: 충암학원 프로 바둑기사 300단 돌파 기념식
- 2008년 2월 25일: 충암학원 제6대 이사장 이홍식 선생 취임
- 2008년 5월 13일: 충암학원 프로 바둑기사 500단 돌파 기념식
- 2017년 8월 17일 : 충암학원 제10대 이사장 박거용 선생 취임
- 2019년 1월 9일 : 제48회 졸업 (졸업생 누계 43,737명)
- 2021년 8월 23일: 대통령배 고교야구대회 우승(9)
- 2021년 9월 6일: 청룡기 전국 고교야구선수권대회 우승(10)
- 2022년 5월 10일: 대한민국 제15대 대통령 윤석열 충암고등학교 동문(8회) 취임